# Arthur Numan
Arthur Numan (Heemskerk, 14 dicembre 1969) è un ex calciatore olandese, di ruolo difensore. Attualmente osservatore dell'AZ Alkmaar.

## Ritiro
Dal 22 ottobre 2008 diventa team manager della selezione B della nazionale olandese. Dal 26 ottobre con l'avvenuta di Johan Neeskens nel ruolo di allenatore, diventa vice insieme a Dennis Bergkamp. Il 18 maggio 2009 lascia il ruolo di team manager, rimanendo solo come vice.
Dal 1º luglio 2009 diventa team manager e vice allenatore dei Paesi Bassi Under-21, sotto la guida di Cor Pot.
Dal 26 febbraio 2010 diventa osservatore della nazionale olandese. Il 3 febbraio 2011 lascia il ruolo di vice degli Under-21. Il 30 giugno 2012 lascia anche il ruolo di osservatore sempre degli oranje.
Dal 24 luglio 2012 diventa osservatore dell'Aston Villa. Il 17 marzo 2013 lascia i "The Villans" per passare sempre nello stesso ruolo all'AZ Alkmaar.

## Palmarès

### Giocatore

#### Competizioni nazionali
- Coppa dei Paesi Bassi: 1

PSV: 1995-1996
- Supercoppa dei Paesi Bassi: 4

PSV: 1992, 1996, 1997, 1998
- Campionato scozzese: 3

Rangers: 1998-1999, 1999-2000, 2002-2003
- Coppa di Scozia: 4

Rangers: 1998-1999, 1999-2000, 2001-2002, 2002-2003
- Coppa di Lega scozzese: 3

Rangers: 1998-1999, 2001-2002, 2002-2003